# Las Vegas (Nuevo México)
Las Vegas es una ciudad ubicada en el condado de San Miguel en el estado estadounidense de Nuevo México. En el Censo de 2010 tenía una población de 13753 habitantes y una densidad de población de 699,8 habitantes por km². Las Vegas es cabecera del condado de San Miguel.

## Geografía
Las Vegas se encuentra ubicada en las coordenadas 35°36′5″N 105°13′17″O / 35.60139, -105.22139. Según la Oficina del Censo de los Estados Unidos, Las Vegas tiene una superficie total de 19,65 km², de la cual 19,65 km² corresponden a tierra firme y  0,01 km² (0,03%) es agua.

## Demografía
Según el censo de 2010, había 13753 personas residiendo en Las Vegas. La densidad de población era de 699,8 hab./km². De los 13753 habitantes, Las Vegas estaba compuesto por el 64,88% blancos, el 1,93% eran afroamericanos, el 2,14% eran amerindios, el 0,95% eran asiáticos, el 0,16% eran isleños del Pacífico, el 26,26% eran de otras razas y el 3,69% pertenecían a dos o más razas. Del total de la población el 80,48% eran hispanos o latinos de cualquier raza.